# Olympische Sommerspiele 2012/Teilnehmer (Guinea-Bissau)
| Gelbes Symbol für Goldmedaillen mit stilisierten Olympischen Ringen | Graues Symbol für Silbermedaillen mit stilisierten Olympischen Ringen | Braundes Symbol für Bronzemedaillen mit stilisierten Olympischen Ringen |
| ------------------------------------------------------------------- | --------------------------------------------------------------------- | ----------------------------------------------------------------------- |
| —                                                                   | —                                                                     | —                                                                       |

Guinea-Bissau nahm in London an den Olympischen Spielen 2012 teil. Es war die insgesamt fünfte Teilnahme an Olympischen Sommerspielen. Das Comité Olímpico da Guiné-Bissau nominierte vier Athleten in zwei Sportarten.
Fahnenträger bei der Eröffnungsfeier war der Ringer Augusto Midana.

## Teilnehmer nach Sportarten

### Leichtathletik
Laufen und Gehen
| Athleten         | Wettbewerb | Vorlauf | Vorlauf | Halbfinale | Halbfinale | Finale | Finale | Rang |
| Athleten         | Wettbewerb | Zeit    | Rang    | Zeit       | Rang       | Zeit   | Rang   | Rang |
| ---------------- | ---------- | ------- | ------- | ---------- | ---------- | ------ | ------ | ---- |
| Frauen           |            |         |         |            |            |        |        |      |
| Graciela Martins | 400 m      | 58,30 s | 6       | –          | –          | –      | –      | 40   |
| Männer           |            |         |         |            |            |        |        |      |
| Holder da Silva  | 100 m      | 10,71 s | 7       | –          | –          | –      | –      | 51   |

### Ringen
| Athleten        | Wettbewerb       | 1. Runde   | 1. Runde | Achtelfinale    | Achtelfinale  | Viertelfinale | Viertelfinale | Halbfinale    | Halbfinale    | Hoffnungsrunde Viertelfinale | Hoffnungsrunde Viertelfinale | Hoffnungsrunde Halbfinale | Hoffnungsrunde Halbfinale | Hoffnungsrunde Finale | Hoffnungsrunde Finale | Finale        | Finale        | Rang |
| Athleten        | Wettbewerb       | Gegner     | Ergebnis | Gegner          | Ergebnis      | Gegner        | Ergebnis      | Gegner        | Ergebnis      | Gegner                       | Ergebnis                     | Gegner                    | Ergebnis                  | Gegner                | Ergebnis              | Gegner        | Ergebnis      | Rang |
| --------------- | ---------------- | ---------- | -------- | --------------- | ------------- | ------------- | ------------- | ------------- | ------------- | ---------------------------- | ---------------------------- | ------------------------- | ------------------------- | --------------------- | --------------------- | ------------- | ------------- | ---- |
| Freistil Frauen |                  |            |          |                 |               |               |               |               |               |                              |                              |                           |                           |                       |                       |               |               |      |
| Jacira Mendonca | Klasse bis 63 kg | M. Sastin  | 0-3      | ausgeschieden   | ausgeschieden | ausgeschieden | ausgeschieden | ausgeschieden | ausgeschieden | ausgeschieden                | ausgeschieden                | ausgeschieden             | ausgeschieden             | ausgeschieden         | ausgeschieden         | ausgeschieden | ausgeschieden | 17   |
| Freistil Männer |                  |            |          |                 |               |               |               |               |               |                              |                              |                           |                           |                       |                       |               |               |      |
| Augusto Midana  | Klasse bis 74 kg | R. Roberty | 3-1      | D. Chuzischwili | 1-3           | ausgeschieden | ausgeschieden | ausgeschieden | ausgeschieden | ausgeschieden                | ausgeschieden                | ausgeschieden             | ausgeschieden             | ausgeschieden         | ausgeschieden         | ausgeschieden | ausgeschieden | 7    |